# The Jerk Theory
The Jerk Theory (título em português: Tudo para Ficar com Ela) é um filme estadunidense de 2009, escrito e dirigido por Scott S. Anderson.
Foi lançado diretamente em DVD no Brasil.

## Sinopse
Adam (Josh Henderson) é o típico cara legal. Ele faz tudo para sua namorada, Cynthia, mas ela o troca pelo idiota da escola, Mark Dixon, no dia do baile. Após uma rejeição dessas, muitos entrariam em depressão e ficariam com a autoestima baixa, mas não Adam. Ele decide que, desde que as meninas não querem o cara legal, ele vai se tornar o cara idiota, o que funciona como um encanto a todos os tipos de meninas.
Molly (Jenna Dewan) odeia idiotas, e acaba por terminar o namoro com o rapaz que roubou a namorada de Adam no ano anterior. Adam se propõe a sair com a menina que terminou o namoro com seu maior inimigo. Ele usa as suas atuais armas para conquistá-la, mas Molly não quer nada com ele e sua teoria.
Adam terá que voltar a ser o cara legal se quiser ter qualquer chance com Molly, mas a transição pode levá-lo a se magoar outra vez.

## Elenco
| Ator                | Papel           |
| ------------------- | --------------- |
| Josh Henderson      | Adam Dynes      |
| Jenna Dewan         | Molly Taylor    |
| Tom Arnold          | Padre Bailey    |
| Lauren Storm        | Amy             |
| Derek Lee Nixon     | Chester         |
| Jesse Heiman        | Clinton         |
| Anthony Gaskins     | Dudley          |
| Abraham Taylor      | Marc Dixon      |
| Jaci Twiss          | Cynthia Swensen |
| Danny Bonaduce      | Danny Bonaduce  |
| Maria Carr          | Irmã Vasquez    |
| Amanda Garrett      | Darcy           |
| Lily Smith          | Kate            |
| Sara Jade Woodhouse | Terry           |
| Josh Aker           | Jerry           |

## Trilha sonora
A trilha sonora do filme é composto quase que por completo por músicas escritas por Adam Dynes. As músicas cantadas por Josh Henderson compõem o álbum de estreia do artista.
1. You're In My Head

2. The Jerk Song

3. God Made You Beautiful

4. Tell Me What to Do

5. Hello, Can You Hear Me?

6. What's Your Name?

7. Say Goodnight

8. Sweet Innocence

9. Tell Me It's Okay

10. Molly

11. A Song for Erika

12. God Made You Beautiful

13. 3: 35 Seconds of Silence

14. Goodbye

15. I'm Jerk